# Mary Higgins Clark
Mary Higgins Clark (Bronx, New York, 1927. december 24. – Naples, Florida, 2020. január 31.) amerikai író, bűnügyi regények szerzője. Leánya, Carol Higgins Clark szintén író.

## Magyarul megjelent művei
- A leselkedő; ford. Fencsik Flóra; Magvető, Bp., 1990
- Halálos tánc; ford. Sarlós Marianne; Magyar Könyvklub, Bp., 1994
- A hasonmás; ford. Dezsényi Katalin; Magyar Könyvklub, Bp., 1995
- Ha kimondod a nevem...; ford. Szilágyi Tibor; Magyar Könyvklub, Bp., 1995
- Szólíts kedvesemnek; ford. Nagyné Királyi Katalin; Magyar Könyvklub, Bp., 1996
- Ne felejts!; ford. Borbás Mária; Magyar Könyvklub, Bp., 1996
- Szeress, rózsaszálam!; ford. Tótfalusi Istvánné; Reader's Digest, Bp., 1997 (Reader's Digest válogatott könyvek)
- Csendes éj; ford. Toldy Csilla; Magyar Könyvklub, Bp., 1997
- Ha rád süt a hold; ford. Balázs Éva; Magyar Könyvklub, Bp., 1998
- Tégy úgy, mintha nem látnád; ford. Szentgyörgyi József; Magyar Könyvklub, Bp., 1999
- Míg alszik szép kedvesem; ford. Sárközy Elga; Magyar Könyvklub, Bp., 1999
- Lélekharang; ford. Vitray Tamásné; Reader's Digest, Bp., 1999 (Reader's Digest válogatott könyvek)
- Hozzám tartozol; ford. Zentai Éva; Magyar Könyvklub, Bp., 2000
- Tégy úgy, mint ha nem ismernél; Reader's Digest, Bp., 2000 (Reader's Digest válogatott könyvek)
- Még találkozunk; ford. Linke Claudia; Reader's Digest, Bp., 2001
- Hozzám tartozol; ford. Téli Márta; Reader's Digest, Bp., 2001
- Az Anasztázia-szindróma és más történetek; ford. Balázs Éva; Magyar Könyvklub, Bp., 2001
- Mielőtt búcsút mondanék; ford. Sóvágó Katalin; Magyar Könyvklub, Bp., 2001
- A ház titka; ford. Dobos Lídia; Gabo, Bp., 2002
- Kiáltás az éjszakában; ford. Dobos Lídia; Gabo, Bp., 2002
- Mielőtt búcsút mondanék; ford. Téli Márta; Reader's Digest, Bp., 2002 (Reader's Digest válogatott könyvek)
- Mary Higgins Clark–Carol Higgins Clark: A gonosztól megmentettél...; ford. Gellért Marcell; Magyar Könyvklub, Bp., 2002
- Hová tűntek a gyerekek?; ford. Dobos Lídia; Gabo, Bp., 2002
- Mount Vernon szerelmesei. George és Martha Washington története; ford. Dobrás Zsófia; Magyar Könyvklub, Bp., 2003
- Apa szeme fénye; ford. Téli Márta; Reader's Digest, Bp., 2003 (Reader's Digest válogatott könyvek)
- Az utca, ahol élünk; ford. Téli Márta; Reader's Digest, Bp., 2003 (Reader's Digest válogatott könyvek)
- A te sírod az én sírom is; ford. Balázs Éva; Magyar Könyvklub, Bp., 2003
- Ne sírj többet, drága; ford. Dobos Lídia; Gabo, Bp., 2003
- Még egy élet; ford. Bárdos Jenő; Magyar Könyvklub, Bp., 2004
- Enyém az éjszaka; ford. Sarlós Gábor; JLX, Bp., 2005
- Hozzám tartozol / Mielőtt búcsút mondanék / Az utca, ahol élünk; ford. Téli Márta; Reader's Digest, Bp., 2005 (Reader's Digest sikerkönyvek)
- Második esély; ford. Téli Márta; Reader's Digest, Bp., 2005 (Reader's Digest válogatott könyvek)
- Otthon, édes otthon...; ford. Téli Márta; Reader's Digest, Bp., 2006 (Reader's Digest válogatott könyvek)
- Éjjeli bagoly; ford. Téli Márta; Reader's Digest, Bp., 2006 (Reader's Digest válogatott könyvek)
- Két kicsi lány kékben; ford. Téli Márta; Reader's Digest, Bp., 2007 (Reader's Digest válogatott könyvek)
- Emlékek háza; ford. Reichenberger Andrea; JLX, Bp., 2007
- Ismerős dal; ford. Téli Márta; Reader's Digest, Bp., 2009 (Reader's Digest válogatott könyvek)
- Hol vagy?; ford. Téli Márta; Reader's Digest, Bp., 2010 (Reader's Digest válogatott könyvek)
- A magam útját járom; ford. Bornai Tibor; Reader's Digest, Bp., 2012 (Reader's Digest válogatott könyvek)
- Elveszett évek; ford. Kövesdy Miklós; Reader's Digest, Bp., 2014 (Reader's Digest válogatott könyvek)
- Csak a dallam él tovább; ford. Simonyi Ágnes; XXI. Század, Bp., 2015
- Apa elment vadászni; ford. Moldova Júlia; Tarsago, Bp., 2015 (Reader's Digest válogatott könyvek)
- Mary Higgins Clark–Alafair Burke: A Hamupipőke-gyilkosság; ford. Simonyi Ágnes; 21. Század, Bp., 2016
- Téged nem lehet elfelejteni; ford. Simonyi Ágnes; 21. Század, Bp., 2016
- A dal véget ér; ford. Kovács Attila; Tarsago, Bp., 2017 (Reader's Digest válogatott könyvek)
- Mary Higgins Clark–Alafair Burke: Míg a halál el nem választ; ford. Simonyi Ágnes; 21. Század, Bp., 2017
- Mary Higgins Clark–Alafair Burke: A Csipkerózsika-gyilkosság; ford. Simonyi Ágnes; 21. Század, Bp., 2018
- A szemem mindig rajtad tartom; ford. Simonyi Ágnes; 21. Század, Bp., 2019
- Mary Higgins Clark–Alafair Burke: Egy darabot a szívemből; ford. Bornai Tibor; 21. Század, Bp., 2021
- Szerencsés nap
- Míg kedvesem alszik
- Meg foglak látni
- Ne sírj, kedvesem
- Az első számú gyanúsított